# Sugilite
La sugilite (simbolo IMA: Sug) è un minerale raro nella classe dei "silicati e germanati". La sua composizione chimica è K[12]Na[9]2(Fe3+,Mn3+,Al)2[6]Li[4]3[Si12O30], quindi chimicamente parlando, la forma idealizzata è un silicato di potassio-sodio-ferro-litio. Strutturalmente, appartiene ai ciclosilicati e fa parte del gruppo della milarite.
Gli elementi ferro, manganese e alluminio indicati tra parentesi tonde possono sostituirsi l'uno all'altro nella formula, ma sono sempre nella stessa proporzione con gli altri componenti del minerale. I numeri in apice racchiusi tra parentesi quadre indicano il numero di coordinazione per il rispettivo elemento.

## Etimologia e storia
La sugilite è stata scoperta per la prima volta nel 1944 dal professor Ken-ichi Sugi sulla piccola isola di Iwagi nel Mare interno di Seto, che appartiene alla prefettura di Ehime in Giappone. Il minerale è stato analizzato e descritto nel 1976 da Nobuhide Murakami, Toshio Kato, Yasunori Miúra, Fumitoshi Hirowatari, che gli hanno dato il nome del suo scopritore.
La sugilite è un esempio di come una pronuncia erronea possa diventare di uso comune; il minerale prende il nome da Kenichi Sugi, il cui nome è pronunciato con una "g" dura (come nella parola "gallo"), mentre nella comunità scientifica, che usa come lingua comune l'inglese, il minerale viene pronunciato con la "g" morbida (come nella parola "giallo"). Ciò non era poi così un grosso problema quando la sugilite era solo un "brutto" minerale privo di interesse che formava rocce verdastre-giallastre-marroni provenienti dal Giappone. Quando è stato trovato in Sudafrica, in esemplari di bellezza notevole di colore viola brillante e ha acquisito importanza nel mercato delle gemme, la cattiva pronuncia si è radicata.

## Classificazione
Nell'ormai obsoleta, ma ancora in uso, 8ª edizione della sistematica minerale di Strunz, la sugilite apparteneva alla divisione dei "ciclosilicati", dove veniva elencata insieme ad almarudite, armenite, berezanskite, brannockite, chayesite, darapiosite, dusmatovite, eifelite, emeleusite, faizievite, poudretteite, merrihueite, milarite, oftedalite, osumilite, osumilite-(Mg), roedderite, shibkovite, sogdianite, trattnerite, yagiite e yakovenchukite-(Y) con le quali forma il "gruppo della milarite-osumilite" con il sistema nº VIII/E.22.
La 9ª edizione della sistematica minerale di Strunz, valida dal 2001 e utilizzata dall'Associazione Mineralogica Internazionale (IMA), classifica la sugilite nella categoria "9.C Ciclosilicati". Tuttavia, questa è ulteriormente suddivisa in base alla struttura degli anelli, in modo che il minerale possa essere trovato nella suddivisione "9.CM [Si6O18]12- anelli doppi con 6 membri (sechser-Doppelringe)" in base alla sua struttura, dove può essere trovato insieme ad almarudite, armenite, berezanskite, brannockite, chayesite, darapiosite, dusmatovite, eifelite, friedrichbeckeite, klöchite, merrihueite, milarite, oftedalite, osumilite, osumilite-(Mg), poudretteite, roedderite, shibkovite, sogdianite, trattnerite e yagiite con le quali forma il sistema nº 9.CM.05.
Anche la sistematica dei minerali secondo Dana, che viene utilizzata principalmente nel mondo anglosassone, classifica la sugilite nella classe dei "silicati e germanati" e da lì nella già più finemente suddivisione dei "ciclosilicati: anelli condensati". Qui è nel sistema nº 63.02.01a all'interno della sottosezione "Ciclosilicati: anelli condensati a 6 membri".

## Abito cristallino
La sugilite cristallizza nel sistema esagonale nel gruppo spaziale P6/mcc (gruppo nº 192) con i parametri del reticolo a = 10,01 Å e c = 14,01 Å oltre a 2 unità di formula per cella unitaria.

## Origine e giacitura
La sugilite si forma idrotermale come componente di sieniti alcaline contenenti egirina. Oltre all'egirina, anche albite, allanite, andradite, apatite, pectolite, quarzo, titanite e zircone possono essere presenti come minerali di accompagnamento.
Essendo una rara formazione mineraria, la sugilite è stata rilevata solo in pochi siti, anche se a partire dal 2013 sono noti circa 10 siti. Oltre alla sua località tipo, Iwagi, il minerale è stato trovato in Giappone solo dalla miniera di manganese "Furumiya" sull'isola di Shikoku.
La "miniera di Wessels" vicino a Hotazel, nei giacimenti di manganese del Kalahari in Sudafrica, è particolarmente nota per i suoi ritrovamenti di sugilite, anch'essi cristallini. Altri siti noti includono la miniera di Woods vicino a Tamworth e la miniera di Hoskins vicino a Grenfell nel Nuovo Galles del Sud, in Australia.
In Italia la sugilite è stata rinvenuta nella miniera di Cerchiara vicino a Borghetto di Vara (in Liguria) e Castagnola nel comune di Vagli di Sotto (in Toscana); la cava di Poudrette a Monte Saint-Hilaire in Canada, le miniere di N'Chwaning vicino a Kuruman e il pozzo AKH49 vicino a Sishen in Sudafrica e il ghiacciaio Dara-i-Pioz nelle montagne Alaj in Tagikistan.

## Utilizzi
A seconda della qualità e del gioco di colori, la sugilite viene tagliata in diverse forme di pietre preziose e viene di solito offerta sul mercato come cabochon o come pietra burattata.

### Esoterismo
Nei circoli esoterici, la sugilite è anche conosciuta con i nomi commerciali di luvulite e royal azel ed è usata sia come pendolo siderale che come amuleto o pietra curativa con un effetto presumibilmente armonizzante sui nervi e sul cervello. Tuttavia, quest'ultimo non è stato scientificamente provato.

## Forma in cui si presenta in natura
La sugilite raramente sviluppa cristalli più grandi, che possono poi crescere fino a circa due centimetri di dimensione e le cui superfici hanno una lucentezza simile al vetro. Tuttavia, la sugilite si trova solitamente sotto forma di aggregati minerali da granulari a massicci di colore prevalentemente dal viola intenso al magenta. Sono note anche varietà di colore giallo-brunastro. La sugilite lascia uno striscio bianco sulla mattonella di prova.